# Station Dębica
Station Dębica is een spoorwegstation in de Poolse plaats Dębica.